# Erste Flottille (Volksmarine)
Die 1. Flottille der Volksmarine war zunächst ein gemischter Verband, später ein Verband für amphibische Kriegsführung der Volksmarine der DDR. Sie war eine von drei Flottillen der Volksmarine und wurde 1956 gegründet. Ihr Stützpunkt lag bei Peenemünde auf Usedom. Die Auflösung der Flottille fand am 2. Oktober 1990 statt.

## Geschichte des Verbandes

### Geschichte des Verbandes bis zum Mauerfall, 1956 bis 1989

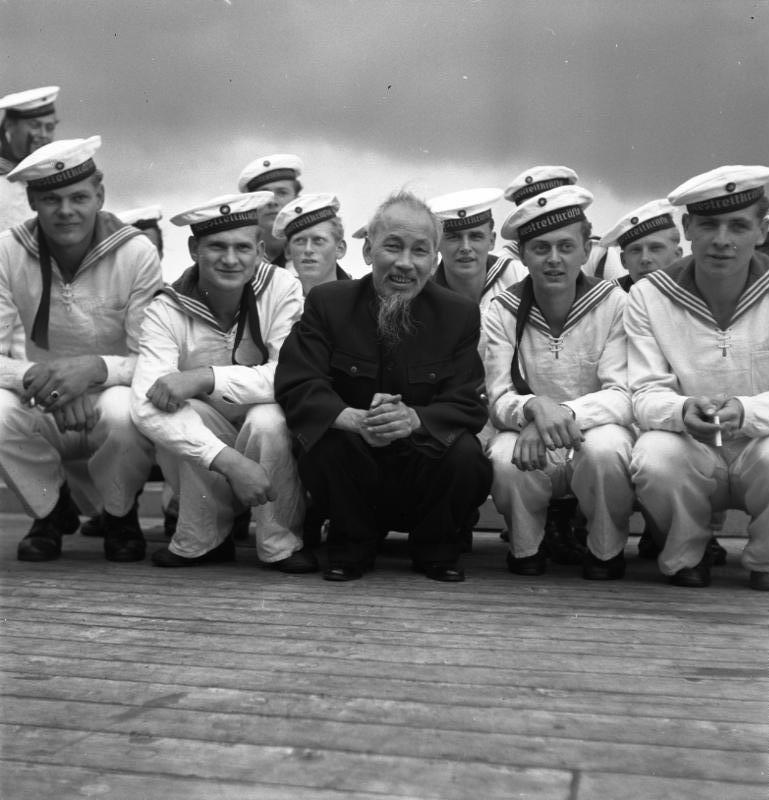
Ho Chi Minh fuhr während eines Staatsbesuchs in der DDR 1957 auf einem MLR Boot der ersten Flottille

Schon 1952 hatten die Seestreitkräfte der DDR, damals noch als „Volkspolizei See“, in Peenemünde einen Stützpunkt eingerichtet. Zunächst wurden hier Boote der ehemaligen Kriegsmarine und einige Minenräumschiffe in einer „Küstensicherungsdivision“ zusammengefasst.
Mit Befehl 4/56 des Ministers für Nationale Verteidigung der DDR, Generaloberst Willi Stoph, wurde Anfang 1956 mit der Bildung der Seestreitkräfte der DDR begonnen. Die bereits bestehenden Einheiten der Volkspolizei zur See wurden dem Kommando der Nationalen Volksarmee unterstellt und bildeten den Grundstock der neuen Seestreitkräfte. (Siehe auch Geschichte der Volksmarine)
Am 1. Mai 1956 wurde die „Flottenbasis Ost“ in Peenemünde eingerichtet. Sie bestand zunächst aus 6 Küstenschutzbooten, 18 Minenräum- und Legeschiffen (erste Räumboots-Division) und Hilfsschiffen. Am 15. November des Jahres erfolgte dann die Auflösung der „Flottenbasis Ost“ und die Gründung der „1. Flottille“.
In den folgenden Jahren war die intensive Räumung von Seeminen durch den Verband dessen Hauptaufgabe. Am 1. Dezember 1958 wurde der Seehydrografische Dienst ebenfalls auf die Basis in Peenemünde verlegt. Dazu gehörten Tonnenleger und Vermessungsschiffe. 1959 wurden erstmals Schiffe zur U-Boot-Abwehr (Projekt 201M) in die 1. Flottille eingebunden.
1962 wurden dem Verband die ersten Landungsschiffe Projekt 46 Labo-Klasse angegliedert. Vom 20. Mai 1962 bis zum 1. Mai 1963 waren auch die neuen Raketenboote der Osa-Klasse der ersten Flottille zugewiesen, bis sie nach Rügen zur 6. Flottille verlegt wurden. 1965 erfolgte dann die Bildung der 1. Landungsbrigade und der 1. Sicherungsbrigade. Schiffe der 1. Flottille nahmen an zahlreichen Übungen mit den Streitkräften anderer Warschauer-Pakt-Staaten teil, darunter die Militärmanöver Waffenbrüderschaft 80 und Sojus 81.

### 9. November 1989 bis 2. Oktober 1990
In Vorbereitung auf die deutsche Wiedervereinigung und das damit verbundene Ende der DDR wurde am 31. August 1990 der Befehl zur Entmunitionierung der Gefechtsfahrzeuge, Schiffe und Flugzeuge vom Ministerium für Abrüstung und Verteidigung herausgegeben. Bis Dezember 1989 verrichteten die Vorpostenboote der 1. Flottille noch ihren Dienst im Fehmarnbelt. Matrosen und Maate demonstrierten im Januar 1990 vor dem Stabsgebäude in Peenemünde, um auf diverse Missstände in der Flottille (unter anderem Versorgungsengpässe) aufmerksam zu machen. Am 2. Oktober 1990, dem Vortag der deutschen Wiedervereinigung, wurde die NVA mit ihren Teilstreitkräften aufgelöst.

### Nach dem 3. Oktober 1990
Am 3. Oktober 1990 übernahm der Bundesminister der Verteidigung Gerhard Stoltenberg die Befehls- und Kommandogewalt über die in der Bundeswehr aufgegangenen Teile der aufgelösten NVA. Reste der 1. Flottille wurden in die Bundesmarine, jetzt Deutsche Marine, übernommen und nach kurzer Zeit außer Dienst gestellt. Etwa 80 % des Personalbestandes wurden 1990 und 1991 entlassen. Die offizielle Auflösung der 1. Flottille erfolgte am 1. April 1991. Die verbliebenen Teile der Einrichtungen der Flottille wurden im „Marinestützpunktkommando Peenemünde“ zusammengefasst.

## Gliederung

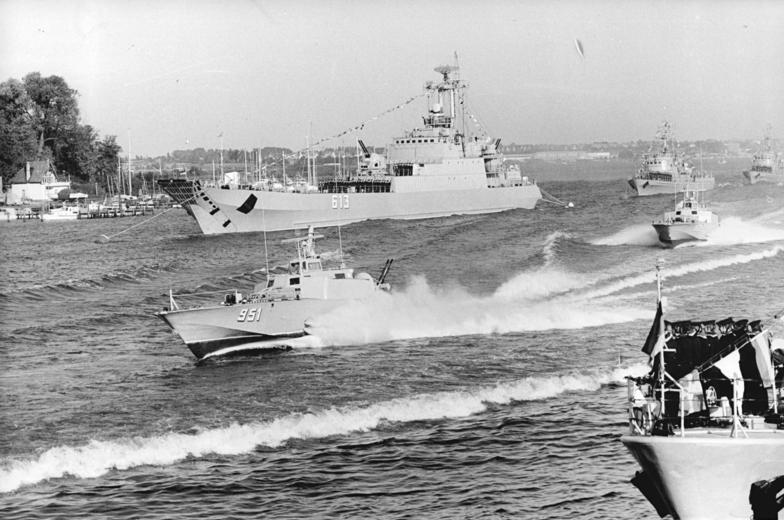
Ein Landungsschiff (Projekt 108) der 1. Flottille während einer Parade am 4. Oktober 1979 in Rostock

Eine Flottille der Volksmarine setzte sich aus Brigaden zusammen, die wiederum in Abteilungen untergliedert waren. Diesen Abteilungen waren schließlich die Schiffe zugeteilt. Die Gliederung der schwimmenden Einheiten der 1. Flottille sah folgendermaßen aus:
- 1. Landungsschiffbrigade

Setzte sich aus der 1. und 3. Landungsschiffabteilung zusammen. Die Landungsschiffe der Abteilungen waren für den Einsatz mit den dafür ausgebildeten Soldaten der Landstreitkräfte des MSR 28 vorgesehen.
- 1. Sicherungsbrigade

Wurde 1961 in „Sicherungsbrigade“ umbenannt. Sie bestand aus Minensuch- und U-Boot-Abwehreinheiten, die in vier Abteilungen gegliedert waren. Das waren die 1. und 3. U-Bootabwehrschiffabteilung sowie die 1. und 3. Minensuch- und Räumschiffabteilung.

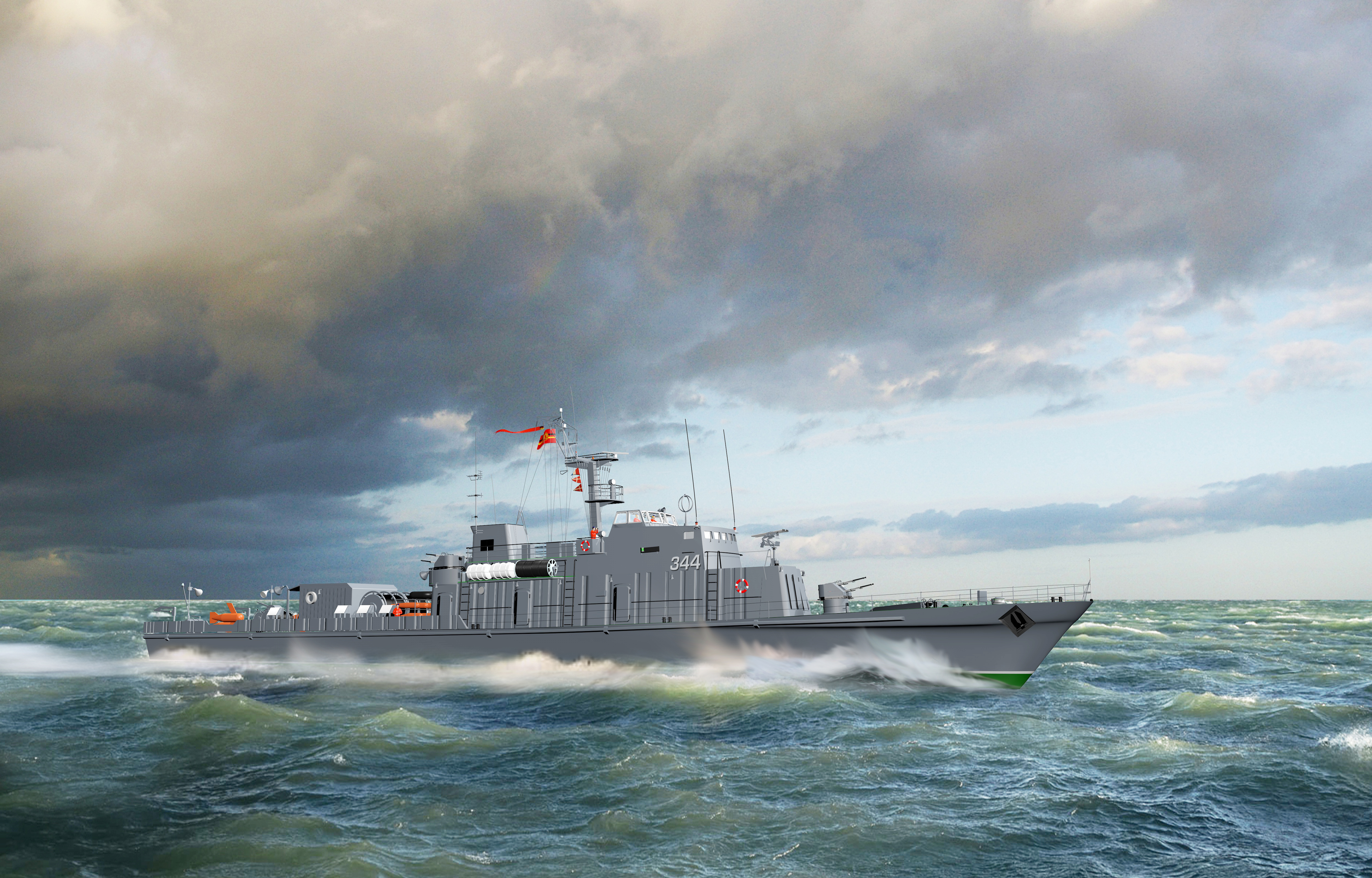
Darstellung eines Hochsee-Minenräumschiffes der Volksmarine, Projekt 89.2 - Kondor II Klasse mit FASTA-4M

- 1. Sicherstellungsschiffsabteilung

Bestand aus Schleppern, verschiedenen Versorgungsschiffen und einem Flugsicherungsschiff, der Hugo Eckener. Ursprünglich als „1. HSBDA“ (1. Hilfsschiffs- und Bergungsdienstabteilung). Später wurde sie zur „1. SSA“.
- 1. Seehydrographischer Dienst

Bestand aus Tonnenlegern und Schiffen zur Seezeichenkontrolle für den Seehydrographischen Dienst der DDR.

## Unfälle und Vorkommnisse
- 2 MLR Schiffe der 1. Flottille waren 1956 und 1961 nach Greifswald abkommandiert, um dort mit ihren Maschinen die Stromversorgung der Stadt zu unterstützen.[2]

## Einheiten des Verbandes
Die 1. Flottille beheimatete die Landungsschiffe der Volksmarine und unterstützende Einheiten. Die Landungsschiffe wurden im Zuge der Strategieänderung von 1987 als „Mehrzwecktransporter“ eingestuft, um ihnen einen defensiveren Charakter zu verleihen.

### Kampfschiffe
| Klassenbezeichnung        | VM internes Kürzel | Projekt-Nr.   | NATO-Bezeichnung | VM-Bezeichnung     | Anzahl     | Dienstzeit    |
| ------------------------- | ------------------ | ------------- | ---------------- | ------------------ | ---------- | ------------- |
| Landungsschiff            | LS                 | Projekt 46    | -                | Labo-Klasse        | 12 Schiffe | 1962 bis 1978 |
| Landungsschiff            | LS                 | Projekt 47    | -                | Robbe-Klasse       | 6 Schiffe  | 1964 bis ?    |
| Landungsschiff            | LS                 | Projekt 108   | Frosch-I-Klasse  | Hoyerswerda-Klasse | 12 Schiffe | 1976 bis 1990 |
| U-Boot-Abwehrschiff       | UAW-Schiff         | Projekt 133.1 | -                | Parchim-Klasse     | 8 Schiffe  | 1983 bis 1990 |
| Minensuch- und Räumschiff | MSR-Schiff         | Projekt 89.2  | Kondor-II-Klasse | MSR „lang“         | 12 Schiffe | 1971 bis 1990 |
| Minensuch- und Räumschiff | MSR-Schiff         | Projekt 89.1  | Kondor-Klasse    | MSR „kurz“         | 6 Schiffe  | 1969 bis 1971 |
| Minenleg- und Räumschiff  | MLR-Schiff         | Projekt 15    | -                | Krake-Klasse       | -          | 1957 bis ?    |
| Minenleg- und Räumschiff  | MLR-Schiff         | -             | -                | Habicht-Klasse     | -          | bis 1970      |
| Minenleg- und Räumboot    | MLR-Boot           | -             | -                | Schwalbe-Klasse    | -          | bis 1986      |
| U-Boot-Abwehrboot         | UAW-Boot           | Projekt 201M  | -                | -                  | -          | 1959 bis 1964 |
| U-Boot-Abwehrschiff       | UAW-Schiff         | Projekt 12    | Hai-Klasse       | Hai-Klasse         | -          | 1965 bis 1984 |

### Hilfsschiffe
| Klassenbezeichnung | Typ               | Projekt-Nr.     | NATO-Bezeichnung | VM-Bezeichnung     | Anzahl    |
| ------------------ | ----------------- | --------------- | ---------------- | ------------------ | --------- |
| Bergungsschlepper  | Schlepper         | Projekt 270     | -                | Havel-Klasse       | 2 Schiffe |
| Reedeschlepper     | Schlepper         | Projekt 414     | -                | Zander-Klasse      | 2 Schiffe |
| Reedeschlepper     | Schlepper         | Projekt 2204    | -                | Elbe-Klasse        | 1 Schiff  |
| Hochseeschlepper   | Schlepper         | Projekt 700     | -                | Thale-Klasse       | 1 Schiff  |
| Gefechtsversorger  | Versorgungsschiff | Projekt 109     | Frosch-II-Klasse | Hoyerswerda-Klasse | 2 Schiffe |
| Hochseeversorger   | Versorgungsschiff | Projekt 602     | -                | Darss-Klasse       | 1 Schiff  |
| Tankschiff         | Tanker            | Projekt 600     | -                | Riems-Klasse       | 2 Schiffe |
| Hafentankfahrzeug  | Tanker            | Projekt 2855/56 | -                | Königs-Klasse      | 2 Schiffe |
| Schwimmkran        | 50t Kran          | -               | -                | -                  | 1 Schiffe |

### Weitere Einheiten
- Kraftfahrzeugkompanie 1
- Lehrbasis 1
- Munitionslager 1
- Marinepionierzug 1
- Musikkorps Peenemünde
- Nachrichtenkompanie 1
- Fernmeldetechnischer Zug
- Auswerte-, Rechen- und Informationsgruppe 1
- Instandsetzungsbasis 1
- Versorgungs- und Ausrüstungslager 1
- Wartungs- und Konservierungsbasis 1
- Fliegerabwehrbatterie 1
- Zug Chemische Abwehr 1
- Kfz-Instandsetzungszug 1
- Seehydrographischer Dienst 1

## Kommandeure der Flottille
| 1. März 1956–15. November 1956      | Kapitän zur See Kurt Kmetsch       |
| 15. November 1956–3. Mai 1957       | Kapitän zur See Heinz Irmscher     |
| 5. Mai 1957–31. Dezember 1959       | Korvettenkapitän Herbert Bauer     |
| 1. Januar 1960–30. November 1964    | Fregattenkapitän Werner Elmenhorst |
| 1. Dezember 1964–31. August 1970    | Fregattenkapitän Lothar Heinecke   |
| 1. September 1970–30. November 1974 | Fregattenkapitän Hans Hofmann      |
| 1. Dezember 1974–30. November 1984  | Konteradmiral Werner Kotte         |
| 1. Dezember 1984–10. Dezember 1989  | Kapitän zur See Hendrik Born       |
| 11. Dezember 1989–2. Oktober 1990   | Kapitän zur See Gerd Leupold       |